# هنري مورينو
هنري مورينو (بالإنجليزية: Henry Moreno)‏ هو فارس أمريكي، ولد في 12 مايو 1930، وتوفي في 1 فبراير 2007.